# Ван дер Ноот, Анри Шарль Никола
Ван дер Ноот, Анри Шарль Никола (нидерл. Hendrik van der Noot; 7 января 1731, Брюссель — 12 января 1827, Стромбек, Халле-Вилворде) — политик из Брабанта, глава партии «статистов» (государственников), выступившей против религиозных и политических реформ Иосифа II в Австрийских Нидерландах. 
Находясь в 1788—1789 годы в Бреде (Республика Соединённых провинций), пытался добиться помощи иностранных держав — Великобритании, Республики Соединенных провинций и Пруссии — в освобождении южнонидерландских провинций от австрийского господства. В 1789 году опубликовал «Манифест брабантского народа». После победных действий революционных сил (см. Брабантская революция), в результате которых Брюссель был освобожден от австрийцев, по инициативе Ван дер Ноота 7 января 1790 года в Брюсселе открылся Национальный конгресс освобожденных провинций, провозгласивший конфедерацию «Бельгийские Соединенные Штаты». Ван дер Ноот занял пост премьер-министра. Будучи сторонником сохранения старого порядка и провинциальных привилегий, Ван дер Ноот выступил против проведения демократических реформ в республике, укреплял свою власть внутри страны путём террора против своих оппонентов вонкистов. В 1790 году, после восстановления власти австрийцев, вновь бежал в Голландию. В 1792 году выпустил брошюру, в которой призывал к объединению Южных Нидерландов с Францией. В 1792 года обратился с призывом к сотрудничеству с французскими революционными войсками. Вернулся в Брабант, но был арестован в 1796 году и заключен в тюрьму в Хертогенбосе. Вскоре сошел с политической арены.